# Anbi
Anbi (perski: انبي) – miejscowość w Iranie, w ostanie Azerbejdżan Zachodni. W 2006 roku miejscowość liczyła 1066 mieszkańców w 185 rodzinach.